# خوسه نارانخو (بازیکن فوتبال زاده ۱۹۹۴)
خوزه نارانجو (انگلیسی: José Naranjo؛ زادهٔ ۲۸ ژوئیهٔ ۱۹۹۴) بازیکن فوتبال اهل اسپانیا است.
از باشگاه‌هایی که در آن بازی کرده‌است می‌توان به باشگاه فوتبال رکریتیوو اوئلوا، باشگاه خیمناستیک تاراگونا، باشگاه فوتبال لگانس، باشگاه فوتبال سلتاویگو، و باشگاه فوتبال ویارئال اشاره کرد.